# Зубицька Вікторія Олександрівна
Зубицька Вікторія Олександрівна (нар. 23 серпня 1974, Полтава) — представниця нетрадиційної медицини, лікар-терапевт, лікар ультразвукової діагностики з використанням методу фітотерапії, гомеопатії в медичному центрі ТОВ «Фіто-Данімир». Представник п'ятого поколіннями династії лікарів Зубицьких. Генеральний директор ТОВ «Фітотерапія Зубицьких».

## Біографія і освіта
Народилась 23 серпня 1974 року в місті Полтава, УРСР. Зростала у сім'ї лікаря -гастроентеролога, фітотерапевта та викладача. З ранніх років спілкуючись з дідом Данилом Зубицьким відомим лікарем-фітотерапевтом, травознаєм, та батьком Олександром Даниловичем Зубицьким — лікарем гастроентерологом, лікарем з народної та нетрадиційної медицини (з основами фітотерапії та гомеопатії) пізнавала рослинний світ. На світогляд Вікторії великий вплив мала мама Наталія Іванівна Зубицька, біолог за фахом, яка допомагала з дитинства скрупульозно вивчати рослини за їх видовим складом. Закінчила ЗОШ № 186 м. Києва з медаллю. Має дві вищі освіти: в 1996 році закінчила з відзнакою Національний педагогічний університет ім. М. П. Драгоманова природничо-географічний факультет за спеціальністю біологія і хімія.
2002 рік — Національний медичний університет ім. О. О. Богомольця за спеціальністю лікувальна справа.
2003 рік інтернатура з терапії на базі Національного медичного університету ім. О. О. Богомольця.
2008 рік спеціалізація з ультразвукової діагностики на базі Національної медичної академії післядипломної освіти ім. П. Л. Шупика. 2011 рік спеціалізація з управління охороною здоров'я на базі Національної медичної академії післядипломної освіти ім. П. Л. Шупика.
З 2003 працювала лікарем-терапевтом на підприємстві дідуся в ТОВ «Народна медицина Данила Зубицького», а пізніше, з 2006 року в ТОВ «Фіто-Данімир» [Архівовано 4 березня 2014 у Wayback Machine.]. Разом із батьком Олександром Даниловичем Зубицьким бере участь у оглядах пацієнтів, призначенні лікування, спостереженні в динаміці хворих аптеки та медичного центру Данила Зубицького. Створює нові лікарські засоби для лікування хворих з використанням новітньої технології Зубицьких (краплі «Жива кров», «Фіто-сан», мазь «Остеофіт»). Активно працює над новим проектом «Аптека для всієї родини» у м. Вишневому Київської області, де консультує пацієнтів з використанням методу фітотерапії.
ТОВ "Фіто-Данімир" під авторським наглядом Вікторії та Олександра Зубицьких здійснює виробництво 180 найменувань лікарських засобів за авторськими прописами  п’яти поколінь династії Зубицьких - Григора, Никифора, Данила, Олександра та Вікторії Зубицьких.

## Діяльність в ЗМІ та медія
Вікторія Олександрівна веде активну громадську діяльність, займається науковою роботою, бере участь у наукових конференціях та семінарах. З метою широкої пропаганди здорового способу життя, використання натуральних ліків, лікарських засобів виготовлених із рослинної сировини вона проводить цілеспрямовану роботу у засобах масової інформації. З 2010 року на хвилях Національного радіо звучить авторська програма «Авторська фітотерапія за участю лікарів династії Зубицьких». З 2008 року на хвилях проводового мовлення на Київ та Київську область бере участь у передачі «Сімейний лікар». З 2009 року на цих же хвилях веде авторську радіопередачу «Авторська фітотерапія». На хвилях радіо 98 FM розповідає про можливості авторської фітотерапії. Разом із батьком Олександром Даниловичем Зубицьким бере участь у програмах каналу Перший Національний [Архівовано 25 лютого 2014 у Wayback Machine.] та каналу Інтер. Вікторія Зубицька є автором низки науково-популярних видань та статей в публіцистичних журналах [Архівовано 4 березня 2014 у Wayback Machine.], які публікуються в Україні та за кордоном.
В 2009 році створено офіційний сайт ТОВ «Фіто-Данімир» [Архівовано 25 лютого 2014 у Wayback Machine.]. На нашій електронній пошті можете поставити запитання і отримати кваліфіковану відповідь відносно лікарських засобів з авторської фітотерапії Зубицьких.

## Недобросовісна конкуренція
На ринку фітопрепаратів в Україні лікарські засоби, що виготовлені за рецептами п’яти поколінь лікарів династії Зубицьких, відомі ще з 1990 року. Саме Данило Зубицький, дід Вікторії Зубицької, був першим в Україні виробником лікарських засобів з натуральної рослинної сировини. Перші лікарські засоби «Холеазін», «Панкреан», «Улькагастрон» отримали свідоцтво на винахід, авторами яких стали Данило Никифорович та Олександр Данилович Зубицькі. Сьогодні лікарські засоби за технологією лікарів Зубицьких виробляє ТОВ «Фіто-Данімир» [Архівовано 25 лютого 2014 у Wayback Machine.](м. Київ) та «Фітотерапія Зубицьких» (м. Вишневе Київської області).В багатьох містах України і в Києві продаються БАДи (біологічно активні добавки). Продаються вони в магазинах під різними виробниками. Виробники називають себе учнями та спадкоємцями і т.д. 
Звертаємо Вашу увагу на те, що Данило Зубицький ніколи не займався виготовленням харчових добавок.

## Нагороди
В 2012 році Вікторія Олександрівна Зубицька нагороджена орденом «За заслуги перед Вітчизною» ІІІ ступеню. Також підприємство «Фітотерапія Зубицьких» під керівництвом Вікторії Олександрівни стало переможцем Національного бізнес рейтингу «Лідер галузі» 2012